# Brandon Ubel
Brandon Ubel (Overland Park (Kansas), 29 de agosto de 1991) es un exjugador de baloncesto estadounidense que jugó cinco temporadas en el baloncesto europeo.. Con 2,08 metros de estatura, Jugaba en la posición de pívot.

## Trayectoria deportiva
Jugó durante cuatro temporadas con los Nebraska Cornhuskers y tras no ser elegido en el Draft de la NBA de 2013, firmó su primer contrato profesional en Bélgica con el Basic-Fit Brussels para finalizar la temporada 2014-15 en las filas del Hapoel Tel Aviv.
En julio de 2015 volvería a las filas del Basic-Fit Brussels para jugar la temporada 2015-16. En noviembre de 2016, firma con el Joensuun Kataja realizando unos promedios de 18.6 puntos, 6.5 rebotes y 3.2 asistencias en la liga finlandesa y 15.1 puntos, 6.2 rebotes y 2.9 asistencias en la Basketball Champions League.
En agosto de 2017 fichó por el Boulazac Basket Dordogne de la Pro A francesa.